# Dimlama
Dimlama hoặc dymdama, là một món hầm của Turk hoặc Uzbekistan (hay rộng hơn là ở Trung Á). Đó là sự kết hợp của thịt, khoai tây, hành tây, rau củ, và đôi khi có trái cây. Thịt (thịt cừu, thịt bê hoặc thịt bò) và rau được cắt thành miếng lớn và xếp thành từng lớp trong nồi đậy kín để đun sôi từ từ. Rau củ cho dimlama ngoài khoai tây và hành tây thì có thể có cà rốt, bắp cải, cà tím, cà chua, ớt ngọt, gia vị với tỏi và nhiều loại thảo mộc và gia vị. Dimlama thường được nấu vào mùa xuân và mùa hè khi có nhiều loại rau để lựa chọn và được phục vụ trên một đĩa lớn, ăn bằng thìa.